# Jean-Pierre Pas
Jean-Pierre Pas (Cuijk, 7 augustus 1968) is een voormalig Nederlands voetballer die tussen 1989 en 1991 uitkwam voor VVV. Hij speelde bij voorkeur als middenvelder.
Pas doorliep zijn jeugdopleiding bij amateurclub JVC '31 en maakte op 17-jarige leeftijd de overstap naar VVV. In het seizoen 1989/90 werd de Cuijkenaar als amateur toegevoegd aan de selectie van het eerste elftal. Op 26 augustus 1989 maakte hij als invaller voor Marcel Peters zijn competitiedebuut namens VVV in een met 4-3 gewonnen thuiswedstrijd tegen AZ. Het daaropvolgende seizoen deed de nieuw aangestelde VVV-trainer Henk Rayer geen beroep meer op hem. Pas kreeg geen profcontract bij VVV en keerde in 1991 terug op het oude nest bij JVC '31 waar hij nog jarenlang in het eerste elftal speelde.

## Statistieken
| Seizoen         | Club            | Competitie      | Competitie | Competitie | Beker | Beker | Nacompetitie | Nacompetitie | Totaal | Totaal |
| Seizoen         | Club            | Competitie      | Wed.       | Dlp.       | Wed.  | Dlp.  | Wed.         | Dlp.         | Wed.   | Dlp.   |
| --------------- | --------------- | --------------- | ---------- | ---------- | ----- | ----- | ------------ | ------------ | ------ | ------ |
| 1989/90         | VVV             | Eerste divisie  | 7          | 0          | 1     | 0     | —            | —            | 8      | 0      |
| 1990/91         | VVV             | Eerste divisie  | 0          | 0          | 0     | 0     | 0            | 0            | 0      | 0      |
| Carrière totaal | Carrière totaal | Carrière totaal | 7          | 0          | 1     | 0     | 0            | 0            | 8      | 0      |